# Prêmio Saci de Melhor Ator Coadjuvante
O Prêmio Saci de Melhor Ator Coadjuvante foi um dos prêmios oferecidos pelo O Estado de S.Paulo, entregue em honra aos atores que se destacaram no papel principal de obras cinematográficas de determinado ano. A categoria foi entregue inicialmente em 1952, ocasião em que Cláudio Barsotti venceu por sua interpretação em Simão, o Caolho, sendo, portanto, o primeiro laureado nessa categoria.
Sérgio Hingst e Aurélio Teixeira foram premiados duas vezes cada.  

## Vencedores
Na tabela a seguir estão listados os laureados com o prêmio.

John Herbert foi premiado por sua atuação em quatro filmes.

Genésio Arruda foi o ator mais velho a ser premiado nessa categoria, quando tinha 63 anos.

### Década de 1950
| Ano  | Vencedores e Indicados    | Personagem          | Filme                                      | Ref.  |
| ---- | ------------------------- | ------------------- | ------------------------------------------ | ----- |
| 1952 | Cláudio Barsotti          | Raul                | Simão, o Caolho                            | [ 1 ] |
| 1953 | -                         | -                   | -                                          | [ 2 ] |
| 1954 | John Herbert              | Quincas Flávio Bil  | Candinho Floradas na Serra Matar ou Correr | [ 3 ] |
| 1955 | Sérgio de Oliveira        | Promotor Eleutério  | O Primo do Cangaceiro                      | [ 4 ] |
| 1955 | Gilberto Martinho         | Cachorro            | Mãos Sangrentas                            |       |
| 1956 | José Mauro de Vasconcelos | Karol               | Modelo 19                                  | [ 5 ] |
| 1957 | Luciano Gregory           | Dr. Raimundo Flamel | Osso, Amor e Papagaios                     |       |
| 1958 | Sérgio Hingst             | Rui                 | Estranho Encontro                          |       |
| 1959 | Aurélio Teixeira          | Secundino           | Quem Roubou Meu Samba?                     | [ 6 ] |

### Década de 1960
| Ano  | Vencedores e Indicados | Personagem         | Filme                          | Ref.   |
| ---- | ---------------------- | ------------------ | ------------------------------ | ------ |
| 1960 | Sérgio Hingst          | Juan               | Na Garganta do Diabo           |        |
| 1961 | Genésio Arruda         | Coronel Policarpo  | Tristeza do Jeca               |        |
| 1962 | Jorge Dória            | Delegado           | O Assalto ao Trem Pagador      | [ 7 ]  |
| 1963 | Antônio Pitanga        | -                  | Lampião, o Rei do Cangaço      | [ 8 ]  |
| 1964 | -                      | -                  | -                              |        |
| 1965 | Maurício do Valle      | Antônio das Mortes | Deus e o Diabo na Terra do Sol |        |
| 1966 | Aurélio Teixeira       | Isaac              | Selva Trágica                  | [ 9 ]  |
| 1967 | Nelson Xavier          | Batista            | Três Histórias de Amor         | [ 10 ] |